# Anglo-Welsh Cup 2005-06
La Anglo-Welsh Cup 2005-06 fue la trigésimo quinta edición del torneo de rugby para equipos de Inglaterra y la primera que incluye a los equipos galeses de la Liga Celta.

## Sistema de disputa
Cada equipo disputa tres partidos frente a sus rivales de grupo, el mejor de cada grupo clasifica a semifinales en la búsqueda del título.

## Primera Fase
Calendario de partidos

### Grupo A
| Pos. | Equipo           | Encuentros | Encuentros | Encuentros | Encuentros | Tantos | Tantos | Tantos | PB | Puntos |
| Pos. | Equipo           | PJ         | PG         | PE         | PP         | F      | C      | Dif    | PB | Puntos |
| ---- | ---------------- | ---------- | ---------- | ---------- | ---------- | ------ | ------ | ------ | -- | ------ |
| 1.º  | Bath Rugby       | 3          | 3          | 0          | 0          | 73     | 42     | +31    | 0  | 12     |
| 2.º  | Gloucester Rugby | 3          | 2          | 0          | 1          | 69     | 34     | +35    | 1  | 9      |
| 3.º  | Ospreys          | 3          | 1          | 0          | 2          | 70     | 78     | -8     | 2  | 6      |
| 4.º  | Bristol Bears    | 3          | 0          | 0          | 3          | 44     | 102    | -58    | 1  | 1      |

|  | Semifinalista. |

### Grupo B
| Pos. | Equipo        | Encuentros | Encuentros | Encuentros | Encuentros | Tantos | Tantos | Tantos | PB | Puntos |
| Pos. | Equipo        | PJ         | PG         | PE         | PP         | F      | C      | Dif    | PB | Puntos |
| ---- | ------------- | ---------- | ---------- | ---------- | ---------- | ------ | ------ | ------ | -- | ------ |
| 1.º  | London Wasps  | 3          | 3          | 0          | 0          | 112    | 53     | +59    | 2  | 14     |
| 2.º  | Cardiff Blues | 3          | 1          | 0          | 2          | 79     | 87     | -8     | 2  | 6      |
| 3.º  | London Irish  | 3          | 1          | 0          | 2          | 66     | 85     | -19    | 1  | 5      |
| 4.º  | Saracens      | 3          | 1          | 0          | 2          | 60     | 92     | -32    | 1  | 5      |

|  | Semifinalista. |

### Grupo C
| Pos. | Equipo            | Encuentros | Encuentros | Encuentros | Encuentros | Tantos | Tantos | Tantos | PB | Puntos |
| Pos. | Equipo            | PJ         | PG         | PE         | PP         | F      | C      | Dif    | PB | Puntos |
| ---- | ----------------- | ---------- | ---------- | ---------- | ---------- | ------ | ------ | ------ | -- | ------ |
| 1.º  | Llanelli Scarlets | 3          | 3          | 0          | 0          | 74     | 50     | +24    | 0  | 12     |
| 2.º  | Newcastle Falcons | 3          | 1          | 1          | 1          | 72     | 49     | +23    | 2  | 8      |
| 3.º  | Sale Sharks       | 3          | 1          | 0          | 2          | 77     | 68     | +9     | 2  | 6      |
| 4.º  | Leeds Tykes       | 3          | 0          | 1          | 2          | 35     | 91     | -56    | 0  | 2      |

|  | Semifinalista. |

### Grupo D
| Pos. | Equipo                | Encuentros | Encuentros | Encuentros | Encuentros | Tantos | Tantos | Tantos | PB | Puntos |
| Pos. | Equipo                | PJ         | PG         | PE         | PP         | F      | C      | Dif    | PB | Puntos |
| ---- | --------------------- | ---------- | ---------- | ---------- | ---------- | ------ | ------ | ------ | -- | ------ |
| 1.º  | Leicester Tigers      | 3          | 2          | 0          | 1          | 86     | 56     | +30    | 2  | 10     |
| 2.º  | Northampton Saints    | 3          | 2          | 0          | 1          | 70     | 43     | +27    | 1  | 9      |
| 3.º  | Newport Gwent Dragons | 3          | 2          | 0          | 1          | 64     | 57     | +7     | 0  | 8      |
| 4.º  | Worcester Warriors    | 3          | 0          | 0          | 3          | 33     | 97     | -64    | 0  | 0      |

|  | Semifinalista. |

### Semifinales
| 4 de marzo de 2006 | London Wasps | 22 - 17 | Leicester Tigers | Millennium Stadium, Cardiff |  |

| 4 de marzo de 2006 | Llanelli Scarlets | 27 - 26 | Bath Rugby | Millennium Stadium, Cardiff |  |

### Final
| 9 de abril de 2006 | London Wasps | 26 - 10 | Llanelli Scarlets | Twickenham Stadium, Londres |  |

| Bandera de Inglaterra |
| Campeón London Wasps  |
| Tercer título         |